# Annabella Jäger
Annabella Jäger (* 16. Juli 1998 in Putzkau) ist eine deutsche Badmintonspielerin.

## Karriere
Jäger kam über einen Sportkurs in der Grundschule zum Badminton. 2012 zog sie aus ihrer Heimatstadt nach Nürnberg und besuchte die Bertolt-Brecht-Schule, die an den bayrischen Badminton-Landesleistungsstützpunkt angeschlossen ist, um das Ziel zu verfolgen, Badminton als Leistungssport zu betreiben zu. An der Schule machte sie 2018 ihr Abitur. Nach diesem Wechsel von Sachsen nach Bayern trat sie im Ligabetrieb für den TSV 1906 Freystadt ab der Saison 2013/14 in der 2. Bundesliga Süd an. Mit der Mannschaft gelang ihr zur Saison 2016/17 der Aufstieg in die höchste deutsche Spielklasse. Im internationalen Wettbewerb erreichte Jäger mit Vanessa Seele bei den Greece International das Finale und auf nationaler Ebene bei den Deutschen Meisterschaften 2016 im Damendoppel das Podium mit Julia Kunkel. Zudem siegte sie bei den Südostdeutschen Meisterschaften im Dameneinzel und bei dem Juniorenturnier in allen drei Disziplinen. 2018 und 2019 wiederholte sie bei den jeweiligen deutschen Meisterschaften ihre Leistung von vor zwei Jahren und gewann zwei weitere Bronzemedaillen. Bei der Deutschen Juniorenmeisterschaft 2019 setzte sie sich mit Stine Küspert im Damendoppel durch und erlangte den Titel in der Altersklasse U22. Zur Bundesliga-Saison 2019/20 wechselte Jäger zum Aufsteiger TSV Neuhausen-Nymphenburg. Bei den Mannschaftseuropameisterschaften der Damen 2020 erspielte sich Jäger mit der deutschen Nationalmannschaft die Silbermedaille. Im folgenden Jahr landete sie mit dem gemischten Nationalteam auf dem dritten Platz. Bei den Deutschen Meisterschaften 2021 zog Jäger mit Küspert erstmals ins Finale ein, wo sie gegen die Favoriten Isabel Herttrich und Linda Efler unterlag. Mit ihrer neuen Partnerin fürs Damendoppel, Leona Michalski, erreichte sie 2021 außerdem bei drei Wettkämpfen das Podium und erspielte im Jahr darauf bei den Réunion Open ihren ersten internationalen Titel.

## Sportliche Erfolge
| Jahr | Veranstaltung                       | Platz | Disziplin   | Spielpartner                |
| ---- | ----------------------------------- | ----- | ----------- | --------------------------- |
| 2016 | Greece International 2016           | 2.    | Damendoppel | Vanessa Seele               |
| 2016 | Deutsche Meisterschaft 2016         | 3.    | Damendoppel | Julia Kunkel                |
| 2016 | Südostdeutsche Meisterschaft 2016   | 1.    | Dameneinzel |                             |
| 2018 | Deutsche Meisterschaft 2018         | 3.    | Damendoppel | Julia Kunkel                |
| 2019 | Deutsche Juniorenmeisterschaft 2019 | 1.    | Damendoppel | Stine Küspert               |
| 2019 | Deutsche Meisterschaft 2019         | 3.    | Damendoppel | Stine Küspert               |
| 2020 | Mannschaftseuropameisterschaft 2020 | 2.    | Mannschaft  | Deutsche Nationalmannschaft |
| 2021 | Mannschaftseuropameisterschaft 2021 | 3.    | Mannschaft  | Deutsche Nationalmannschaft |
| 2021 | Deutsche Meisterschaft 2021         | 2.    | Damendoppel | Stine Küspert               |
| 2021 | Polish International 2021           | 3.    | Damendoppel | Leona Michalski             |
| 2021 | Hungarian International 2021        | 3.    | Damendoppel | Leona Michalski             |
| 2021 | Italian International 2021          | 2.    | Damendoppel | Leona Michalski             |
| 2022 | Réunion Open 2022                   | 1.    | Damendoppel | Leona Michalski             |